# Rübenmus

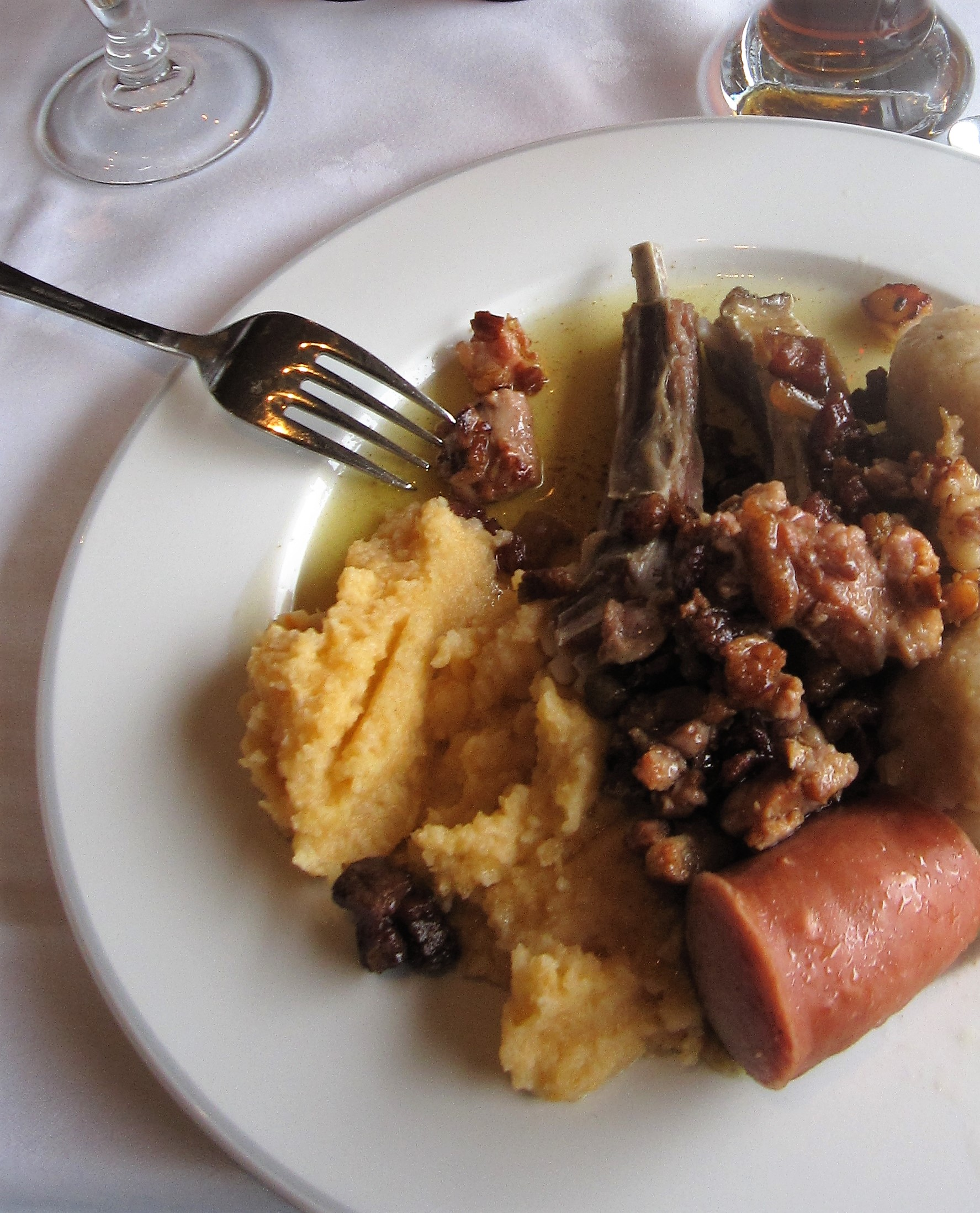
Kålrabistappe (norw. ‚Rübenmus‘), hier als Beilage zum norwegischen Gericht Pinnekjøtt (gepökelte Lammrippen)

Rübenmus (auch Rübenmalheur) ist ein Brei aus gekochten, zerdrückten und feinstückig oder cremig gerührten Steckrüben sowie anderen Zutaten. Es ist nicht zu verwechseln mit dem Steckrübeneintopf, der zwar gleiche oder ähnliche Zutaten enthält, jedoch als Eintopf mit Fleischzugaben und nicht breiförmig zubereitet wird. Rübenmus dient als Beilage und ist in der deutschen Küche heute in Teilen Norddeutschlands, vor allem in Schleswig-Holstein verbreitet. Zusammen mit Fleisch- oder Fischbeilagen ist es dort auch als eigenständiges Gericht bekannt.
Für die klassische Zubereitung werden zuerst gewürfelte Steckrüben, teils auch unter Zugabe von Zwiebeln sowie Äpfeln, zusammen mit einem Stück geräuchertem Bauch- oder Schinkenspeck gar gekocht und nach Entnahme des Fleisches noch heiß zusammen mit separat gegarten Kartoffeln und Möhren mit einem Kartoffelstampfer feinstückig oder cremig zerdrückt. Anschließend wird die Masse unter Zugabe von etwas Flüssigkeit und von Butter und Sahne mit einem Kochlöffel gerührt, sowie zum Schluss mit Salz, Pfeffer, Muskat und Zucker gewürzt. Teils werden auch weitere Gewürze wie Senf oder Meerrettich sowie Kräuter wie Petersilie oder Liebstöckel hinzugegeben. Serviert wird das Rübenmus oft zusammen mit einer Speckstippe.
Bei Verwendung als alleinige Gemüse- und Sättigungsbeilage wird es zusammen mit Fleisch oder Fisch zu einem deftigen und gleichnamigen Hauptgericht, das in Schleswig-Holstein auch als Holsteiner Rübenmus bezeichnet wird. Serviert wird es meist zusammen mit gepökeltem und geräuchertem Fleisch, wie Kochwurst, Kasseler oder Schweinebacke, teils aber auch mit sauer eingelegtem oder geräuchertem Fisch, wie Bismarckhering, Rollmops, Brathering oder Kieler Sprotten.
Rübenmus ist in ähnlicher Zubereitung auch in mehreren skandinavischen Ländern als Beilage bekannt. In der schwedischen Küche wird es als Rotmos bezeichnet; in der norwegischen Küche gehört es als Kålrabistappe oder Kålrotstappe unter anderem zu Pinnekjøtt (gepökelte Lammrippen). In der isländischen Küche wird es ebenfalls als Beilage zubereitet und dort beispielsweise zum Svið und Þorramatur serviert.